# Plaza Hungría

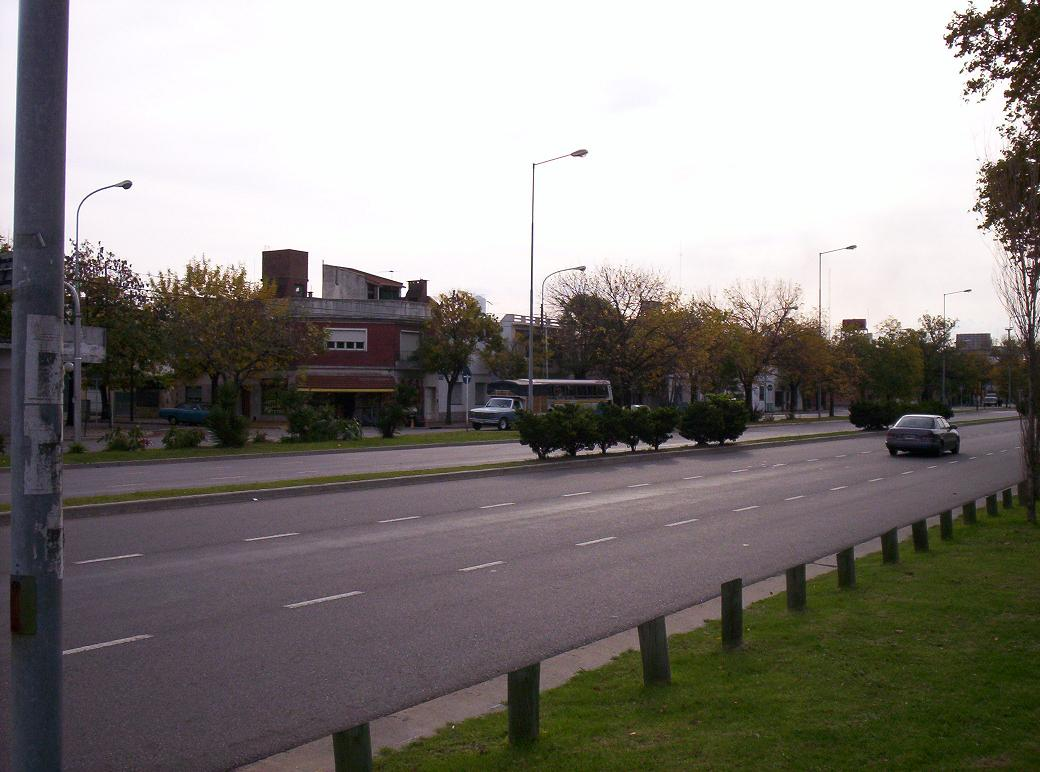
Avenida Roberto Goyeneche, imagen tomada cerca de la Plaza Hungría.

La Plaza Hungría se encuentra en el barrio de Saavedra en la Ciudad de Buenos Aires, Argentina. 

## Denominación
El predio recibió la denominación de plaza Hungría mediante ley 1382 del 8 de julio de 2004 de la Legislatura porteña.

## Ubicación
La plaza (34°33′02″S 58°29′28″O / -34.550480, -58.491037) se encuentra limitada por las calles Holmberg, Arias, Ramallo y Avenida Roberto Goyeneche.
La zona donde se encuentra esta plaza se caracteriza por ser puramente residencial, existiendo casas bajas y tráfico vehicular muy bajo, no habiendo casi comercio en esta zona a pesar de la cercanía con la Avenida General Paz (que se encuentra a unos 250 m.) y la Avenida Roberto Goyeneche (una de las arterias que rodean la plaza).

## Características
La plaza ocupa una manzana entera del barrio de Saavedra.
Esta plaza posee un arenero y juegos para niños.

## Obras artísticas dentro de la plaza
El 27 de noviembre de 2004 se inauguró un portal "Székely" de madera donado por artesanos húngaros.
En el año 2005, se inauguró un busto de Esteban I de Hungría (también conocido como "San Esteban"), primer rey de Hungría.